# Angelo Bonelli
Angelo Bonelli (ur. 30 lipca 1962 w Rzymie) – włoski polityk, parlamentarzysta, lider ugrupowań Federacja Zielonych i Europa Verde.

## Życiorys
Z wykształcenia i zawodu geometra. Zaangażował się w działalność polityczną w ramach Federacji Zielonych. W 1990 został radnym dzielnicy w Rzymie, w 1993 uzyskał mandat radnego miejskiego, w latach 1993–1994 pełnił funkcję przewodniczącego zarządu dzielnicy. W 2000 wszedł w skład rady regionu Lacjum, w latach 2005–2006 w zarządzie regionu pełnił funkcję asesora do spraw środowiska i współpracy.
W 2006 uzyskał mandat posła do Izby Deputowanych XV kadencji, który wykonywał do 2008. Przewodniczył frakcji deputowanych swojej partii. W 2010 ponownie wybrany na radnego Lacjum, a w 2012 do rady miejskiej Tarentu (z mandatu radnego miejskiego zrezygnował w trakcie kadencji). Od 2009 był przewodniczącym Federacji Zielonych, a w 2013 został jednym z dwojga rzeczników tej formacji (funkcję tę pełnił do 2015).
W 2021 Angelo Bonelli i Eleonora Evi zostali rzecznikami nowo powołanej partii Europa Verde (Eleonora Evi odeszła z tej funkcji w 2023). W 2022 z ramienia centrolewicowej koalicji został wybrany na deputowanego XIX kadencji.